# Guruslău, Sălaj

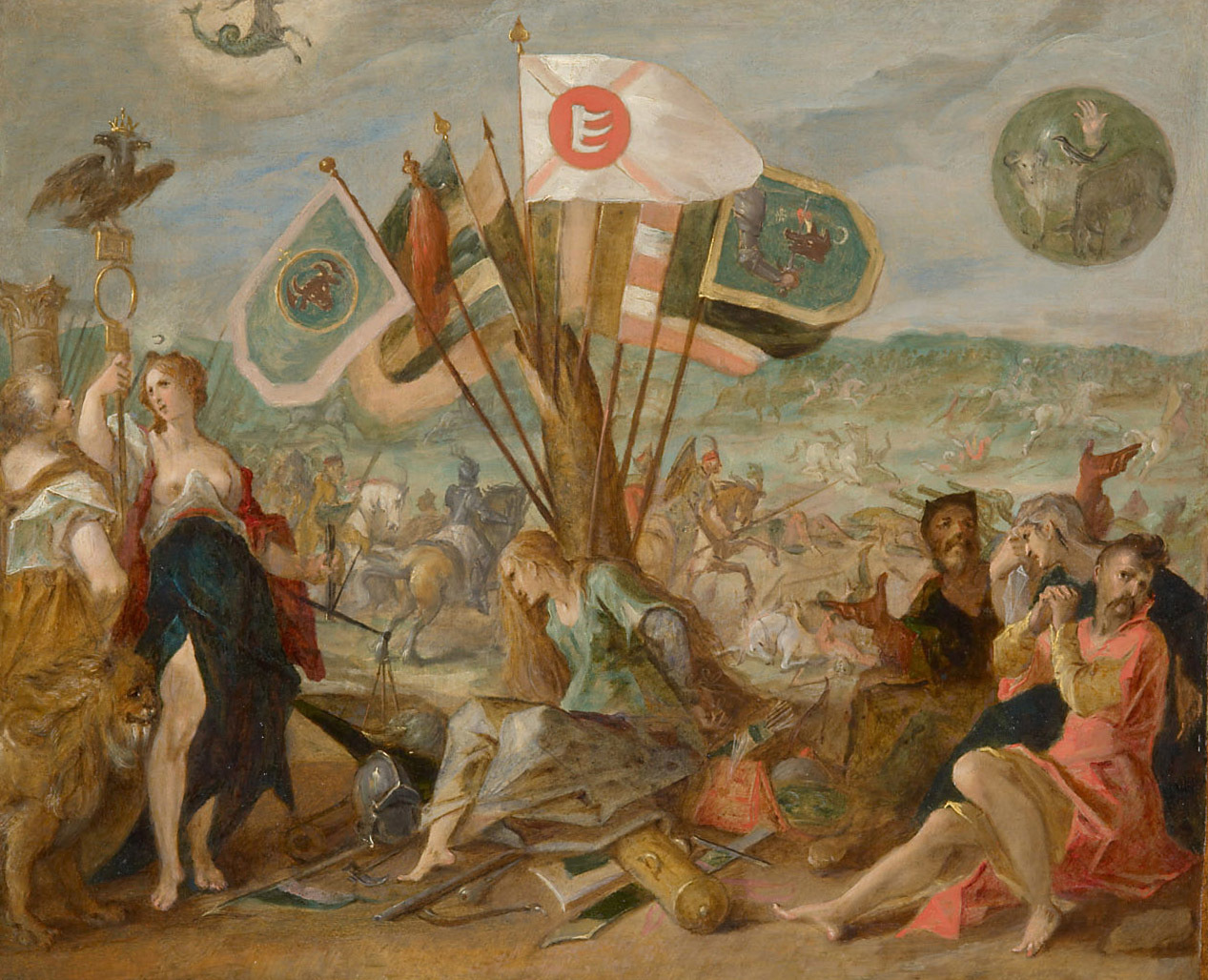
Bătălia de la Guruslău

Guruslău, în maghiară Magyar-Goroszló, este un sat în comuna Hereclean din județul Sălaj, Transilvania, România.
Atestare documentară: 1441 Gorozlo.

## Episod istoric
Pe 3 august 1601, lângă Guruslău, a avut loc o bătălie între forțele armate ale lui Mihai Viteazul și trupele lui Sigismund Bathory. Bătălia s-a desfășurat pe câmpia formată de Râul Guruslău.
Aici se mai poate vizita și monumentul lui Mihai Viteazul la 2 km de la șosea, inaugurat la 21 octombrie 1976 și sculptat de Victor Gaga. La 8 august anual la monumentul de la Guruslău se celebrează victoria repurtată la 3 august 1601 de Mihai Viteazul împotriva lui Sigismund Bathory.

## Galerie

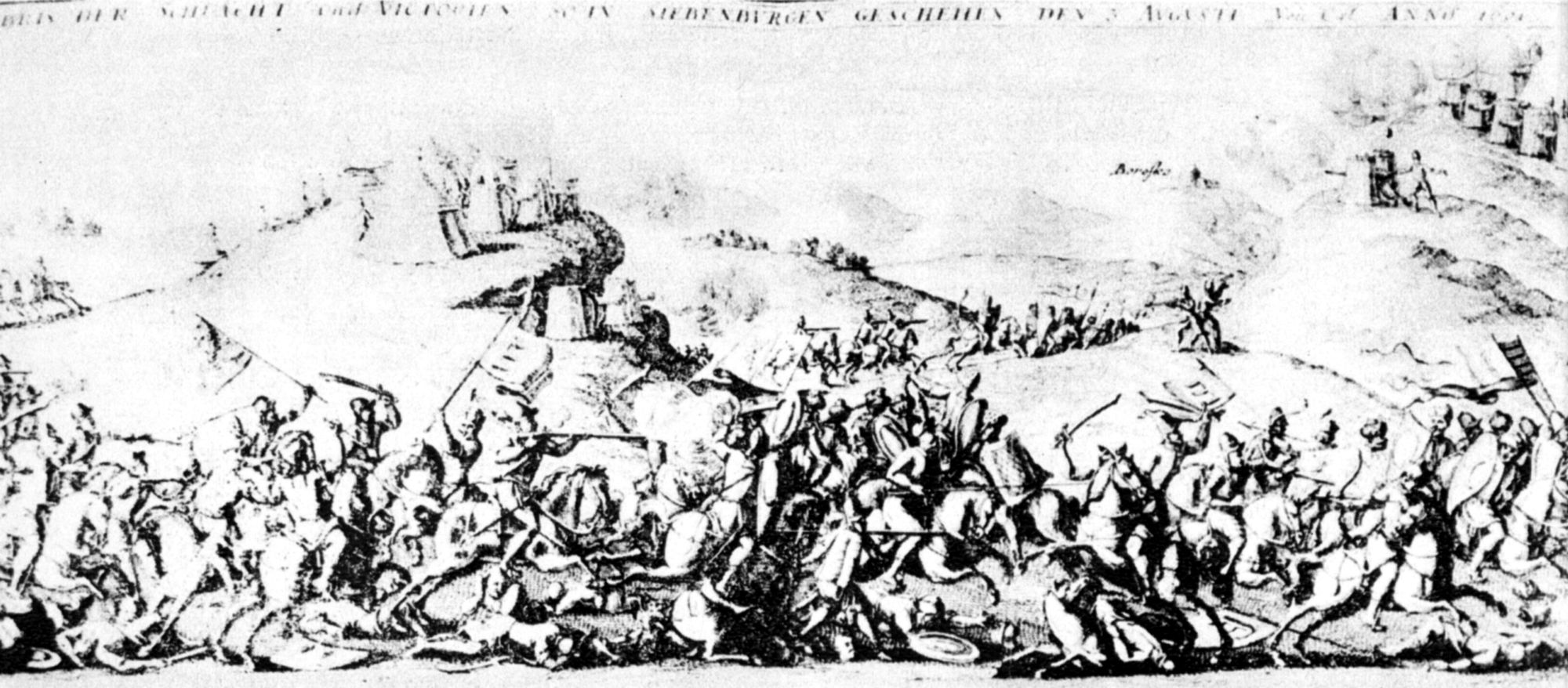
Bătălia de la Guruslău
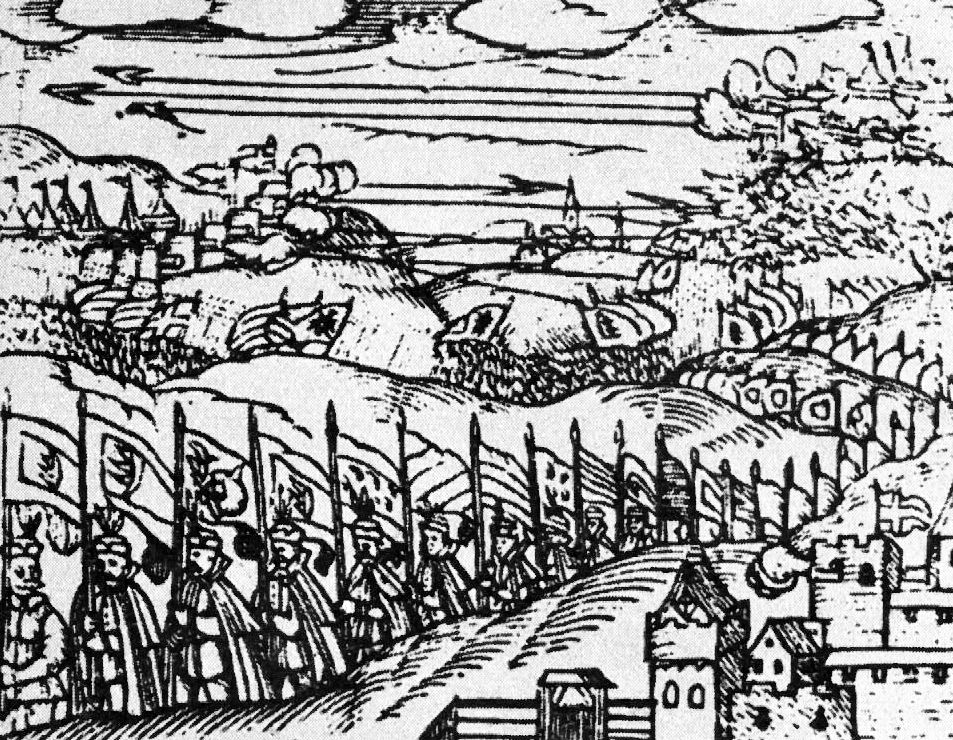
Bătălia de la Guruslău
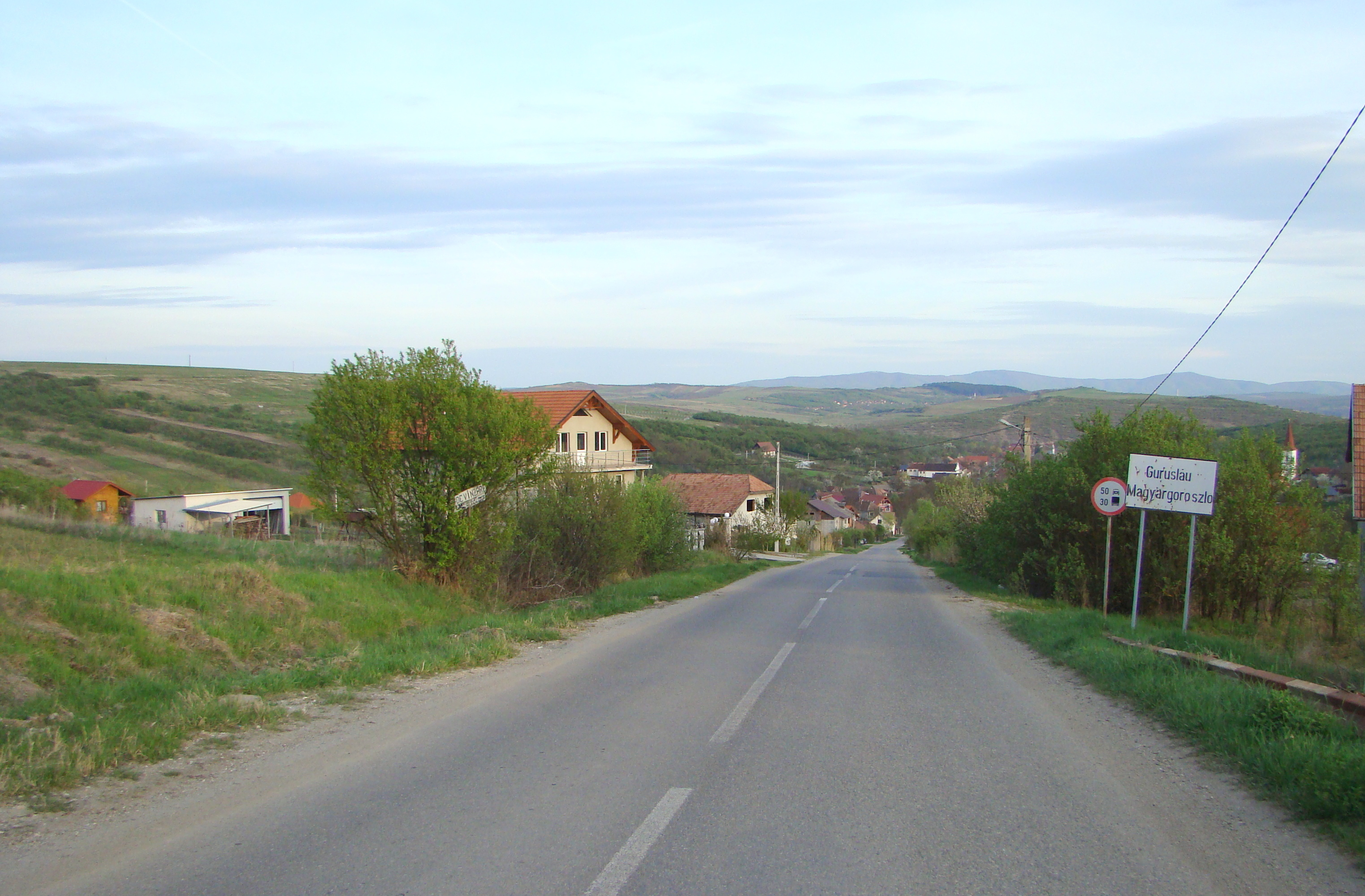
Intrarea în localitate
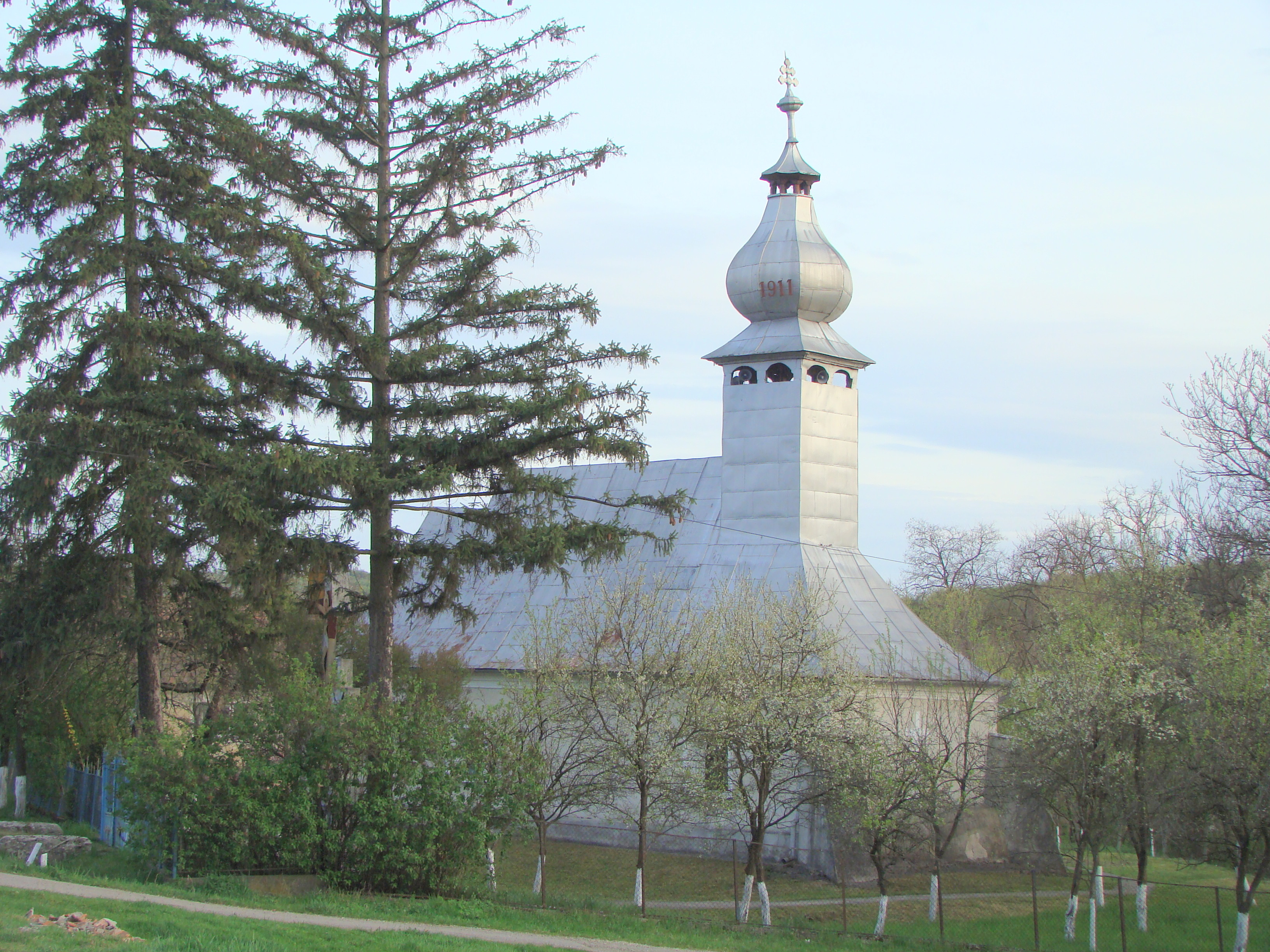
Biserica ortodoxă (cca 1700)
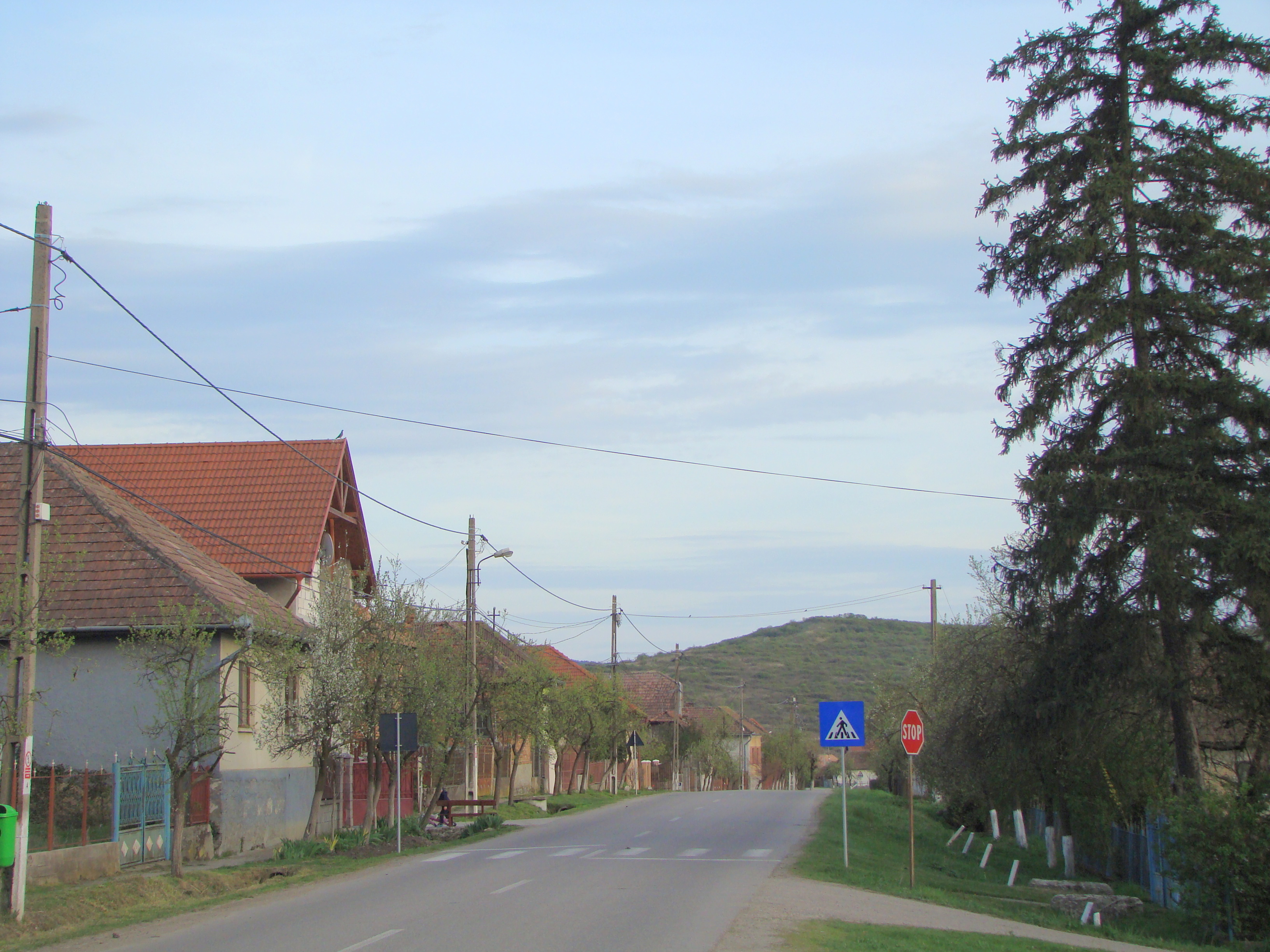